# Chuck Sheetz
Pour les articles homonymes, voir Sheetz.
Chuck Sheetz est réalisateur d'épisodes pour la série télévisée américaine, Les Simpson, depuis la huitième saison. Il a aussi été le producteur de la série Quoi d'neuf Scooby-Doo ? et le réalisateur de quelques épisodes de la série La Cour de récré ainsi que des deux films qui en sont tirés : La Cour de récré : Vive les vacances ! et La Cour de récré : Les Vacances de Noël. Il a également réalisé Scooby-Doo et le Triangle des Bermudes.
Il a aussi travaillé pour Rocko's Modern Life, Bobby's World, Les Rois du Texas, Welcome to Eltingville et Drawn Together.

## Réalisation pourLes Simpson
| Année | Titre                          | Titre original                                 | Saison | Épisode | Scénariste            |
| ----- | ------------------------------ | ---------------------------------------------- | ------ | ------- | --------------------- |
| 1997  | Shary Bobbins                  | Simpsoncalifragilicexpiala(Annoyed Grunt)cious | 8      | 13      | Al Jean et Mike Reiss |
| 1997  | Pour quelques bretzels de plus | The Twisted World of Marge                     | 8      | 11      | Jennifer Crittenden   |
| 2001  | Le Miracle de Maude            | I'm Goin' to Praiseland                        | 12     | 9       | Julie Thacker         |
| 2002  | Papa furax                     | I Am Furious (Yellow)                          | 13     | 18      | John Swartzwelder     |
| 2007  | Tous les huit ans              | Springfield Up                                 | 18     | 13      | Matt Warburton        |
| 2007  | Simpson Horror Show XVIII      | Treehouse of Horror XVIII                      | 19     | 5       | Marc Wilmore          |
| 2007  | Soupçons                       | Eternal Moonshine of the Simpson Mind          | 19     | 9       | J. Stewart Burns      |
| 2008  | Lisa fait son festival         | Any Given Sundance                             | 19     | 18      | Daniel Chun           |
| 2009  | Mariage en sinistre            | Wedding for Disaster                           | 20     | 15      | Joel H. Cohen         |
| 2009  | Farces et agapes               | Pranks and Greens                              | 21     | 6       | Jeff Westbrook        |
| 2010  | La Reine du balai              | Boy Meets Curl                                 | 21     | 12      | Rob LaZebnik          |
| 2011  | La Pêche au Ned                | The Ned-liest Catch                            | 22     | 22      | Jeff Westbrook        |
| 2012  | Premier Amour                  | The Daughter Also Rises                        | 23     | 13      | Rob LaZebnik          |
| 2013  | Charmeur grand-père            | Gorgeous Grampa                                | 24     | 14      | Matt Selman           |
| 2013  | La Saga de Carl                | The Saga of Carl                               | 24     | 21      | Eric Kaplan           |
| 2014  | Un hiver de rêve               | The Winter of His Content                      | 25     | 14      | Kevin Curran          |
| 2014  | The Wreck of the Relationship  | The Wreck of the Relationship                  | 26     | 2       | Jeff Westbrook        |